# Saison 2015 de l'équipe cycliste BMC Development
La saison 2015 de l'équipe cycliste BMC Development est la troisième de cette équipe.

## Préparation de la saison 2015

### Arrivées et départs
| Arrivées             | Équipe 2014          |
| -------------------- | -------------------- |
| Kilian Frankiny      |                      |
| Floris Gerts         | Rabobank Development |
| Jesse Kerrison       | Budget Forklifts     |
| Patrick Müller       | Gadola-Wetzikon      |
| Théry Schir          | EKZ Racing           |
| Nathan Van Hooydonck | Bissell Development  |

| Départs       | Équipe 2015  |
| ------------- | ------------ |
| Arnaud Grand  |              |
| Stefan Küng   | BMC Racing   |
| Ignazio Moser | retraite     |
| Jakub Novák   | AWT-Greenway |
| Dylan Teuns   | BMC Racing   |

## Coureurs et encadrement technique

### Effectif
| Cycliste             | Date de naissance | Nationalité | Équipe 2014          |  |
| -------------------- | ----------------- | ----------- | -------------------- |  |
| Valentin Baillifard  | 25 décembre 1993  | Suisse      | BMC Development      |  |
| Tom Bohli            | 17 janvier 1994   | Suisse      | BMC Development      |  |
| Taylor Eisenhart     | 14 juin 1994      | États-Unis  | BMC Development      |  |
| Kilian Frankiny      | 26 janvier 1994   | Suisse      |                      |  |
| Floris Gerts         | 3 mai 1992        | Pays-Bas    | Rabobank Development |  |
| Johan Hemroulle      | 5 août 1995       | Belgique    | BMC Development      |  |
| Jesse Kerrison       | 3 avril 1994      | Australie   | Budget Forklifts     |  |
| Patrick Müller       | 18 avril 1996     | Suisse      | Gadola-Wetzikon      |  |
| Théry Schir          | 18 février 1993   | Suisse      | EKZ Racing           |  |
| Lukas Spengler       | 16 septembre 1994 | Suisse      | BMC Development      |  |
| Bas Tietema          | 29 janvier 1995   | Pays-Bas    | BMC Development      |  |
| Nathan Van Hooydonck | 12 octobre 1995   | Belgique    | Bissell Development  |  |
| Alexey Vermeulen     | 16 décembre 1994  | États-Unis  | BMC Development      |  |
| Loïc Vliegen         | 20 décembre 1993  | Belgique    | BMC Development      |  |
| Tyler Williams       | 17 novembre 1994  | États-Unis  | BMC Development      |  |

## Bilan de la saison

### Victoires
| Date       | Course                                            | Pays     | Classe | Vainqueur            |
| ---------- | ------------------------------------------------- | -------- | ------ | -------------------- |
| 08/03/2015 | Dorpenomloop Rucphen                              | Pays-Bas | 1.2    | Floris Gerts         |
| 23/03/2015 | Prologue du Tour de Normandie                     | France   | 2.2    | Tom Bohli            |
| 29/03/2015 | 6e étape du Tour de Normandie                     | France   | 2.2    | Floris Gerts         |
| 01/05/2015 | 7e étape du Tour de Bretagne                      | France   | 2.2    | Loïc Vliegen         |
| 09/05/2015 | Tour de Berne                                     | Suisse   | 1.2    | Tom Bohli            |
| 10/05/2015 | Flèche ardennaise                                 | Belgique | 1.2    | Loïc Vliegen         |
| 31/05/2015 | Paris-Roubaix espoirs                             | France   | 1.2U   | Lukas Spengler       |
| 20/06/2015 | 3e étape du Tour des Pays de Savoie               | France   | 2.2    | Loïc Vliegen         |
| 24/06/2015 | Championnat de Suisse du contre-la-montre espoirs | Suisse   | CN     | Théry Schir          |
| 04/07/2015 | Circuit Het Nieuwsblad espoirs                    | Belgique | 1.2    | Floris Gerts         |
| 31/07/2015 | Championnat de Belgique sur route espoirs         | Belgique | CN     | Nathan Van Hooydonck |
| 05/07/2015 | Championnat de Suisse sur route espoirs           | Suisse   | CN     | Patrick Müller       |